# Assemblea per Tarragona
Assemblea per Tarragona és un partit polític d'àmbit provincial i municipalista que es va presentar a diferents municipis per les pasades eleccions Municipals del 26-M. És un partit considerat d'esquerres i ecologista i el seu principal punt va ser la defensa de l'Agenda 2030 de les Nacions Unides i a la vegada els drets Humans.
El partit va anunciar que és presentaria a les eleccions Municipals de Tarragona, Mont-Roig i Salou el dia 30 de Març de l'any 2019, un mes i mig abans de les eleccions. El candidat per Tarragona va ser Oriol Achon, per Salou Juanito Martín, i Mont-Roig Soledad Jimenez.
Els resultats electorals, després d'una campanya amb un dels pressupostos més baixos, va ser del 0,49% a Tarragona amb 278 vots, 0,65% a Salou amb 55 vots i 0,48 a Mont-Roig amb 25 vots.
El dia 8 de febrer del 2020 va decidir concòrrer a les properes eleccions al Parlament de Catalunya.